# أدونيس مغولي
أدونيس مغولي (الاسم العلمي: Adonis mongolica) نوع نباتي ينتمي إلى جنس الأدونيس أو عين الجمل من الفصيلة الحوذانية.